# Wiercień (województwo podlaskie)
Wiercień – wieś w Polsce położona w województwie podlaskim, w powiecie bielskim, w gminie Boćki.
W latach 1975–1998 miejscowość należała administracyjnie do województwa białostockiego.
Wierni kościoła rzymskokatolickiego należą do parafii św. Józefa Oblubieńca w Boćkach.